# 香港のテレビ局一覧
香港のテレビ局一覧（ホンコンのテレビきょくいちらん）は、香港に拠点があり、香港広播事務管理局が発行した放送免許を得ているか、免許申請中のテレビ局一覧である。
放送免許には、香港地域を対象に無料で放送を行う「本地免費電視節目服務」と有料放送の「本地收費電視節目服務」、香港地域を主要な放送対象としない「非本地電視節目服務」、それらのいずれにも属さない「其他須領牌電視節目服務」の4通りがあり、それぞれ取得が必要である。

## 無料地上波テレビ局（本地免費電視）
- 電視廣播有限公司（無綫電視、TVB）
- 香港電台（港台電視、RTHK TV） … 公共放送
- 香港電視娯楽有限公司（ViuTV）… PCCWの子会社
- 奇妙電視有限公司（香港開電視）… 有線電視の子会社

以下は、地上波テレビ局の免許申請は却下されたものの、ワンセグ方式による無料テレビ放送していた局である。
- 香港電視網絡

以下は、地上波テレビ局の免許申請を却下され、放送を終了した局である。
- 亞洲電視有限公司（亞洲電視、亞視、ATV）

### 無料地上波テレビチャンネル
| チャンネル番号 | テレビチャンネル                                               | テレビ局名       | 言語         | 字幕                 |
| -------------- | -------------------------------------------------------------- | ---------------- | ------------ | -------------------- |
| 31             | 港台電視31 RTHK TV 31                                          | 香港電台         | 広東語／英語 | 繁体字／英語         |
| 32             | 港台電視32 RTHK TV 32                                          | 香港電台         | 広東語／英語 | 繁体字／英語         |
| 33             | 港台電視33 RTHK TV 33 (CCTV1 綜合頻道 CCTV1)                   | 中国中央電視台   | 中国語       | 簡体字               |
| 34             | 港台電視34 RTHK TV 34 (CGTNドキュメンタリー CGTN Documentary)  | 中国国際電視台   | 英語         | 英語                 |
| 35             | 港台電視35 RTHK TV 35 (CGTN)                                   | 中国国際電視台   | 英語         | 英語                 |
| 76             | HOY国際財経台 HOY International Business Channel               | 奇妙電視有限公司 | 英語         | 英語／繁体字         |
| 77             | HOY TV                                                         | 奇妙電視有限公司 | 広東語       | 繁体字／英語         |
| 78             | HOY資訊台 HOY Infotainment                                     | 奇妙電視有限公司 | 広東語       | 繁体字               |
| 81             | 翡翠台 Jade                                                    | 無綫電視         | 広東語       | 繁体字／英語／簡体字 |
| 82             | J2                                                             | 無綫電視         | 広東語       | 繁体字               |
| 83             | 無綫新聞台 TVB News Channel                                    | 無綫電視         | 広東語       | 繁体字               |
| 84             | 明珠台 Pearl                                                   | 無綫電視         | 英語         | 英語／繁体字         |
| 85             | 無綫財經 體育 資訊台 TVB Finance, Sports & Information Channel | 無綫電視         | 広東語       | 繁体字／英語／簡体字 |
| 96             | ViuTVsix                                                       | 香港電視娯楽     | 英語         | 英語／繁体字         |
| 99             | ViuTV                                                          | 香港電視娯楽     | 広東語       | 繁体字／英語         |

## 有料テレビ局（本地收費電視）
- 有線電視有限公司（ケーブルテレビ）
- now TV（IP放送）
- 無綫收費電視（IP放送）

### 主な有料テレビチャンネル
- 有線電視（有線新聞台、有線綜合娛樂台、有線體育台、有線財經資訊台、有線電影台など)
- now寬頻電視（now新聞台、now財經台、now sports、now劇集台、now華劇台、now爆谷台など)
- 無綫收費電視（無綫新聞台、無綫劇集台、無綫生活台など)

## 香港に拠点を置くアジア向け衛星放送局（非本地電視）
以下は、香港で受信することはできるものの香港を主要な放送対象としない衛星放送局の一覧である。

### 香港で放送の受信が可能な衛星放送局
以下の放送局は、有線電視などのケーブルテレビ局で視聴することが可能である。
- Starbucks (HK) Limited
- 特納國際亞太有限公司（CNN)
- 華娯衞視廣播有限公司
- 有線衞星電視有限公司
- Pacific Century Matrix (HK) Limited
- 天浪衞視有限公司
- Auspicious Colour Limited
- 鳳凰衞視有限公司（フェニックステレビ）
- 香港衛視国際傳媒有限公司（ＨＫＳ）

### 香港以外の地域向け衛星放送局
- Starvision Hong Kong Limited（スター衛星放送・香港でも視聴可能）
- 無綫收費電視有限公司（香港地域向けにはIP放送で配信）
- 亞太衞視發展有限公司
- 陽光文化網絡電視企業有限公司
- 美亞電視有限公司
- 亞洲電視有限公司（アメリカ合衆国向けに配信）